# Edmond Yon
Edmond Charles Joseph Yon né le 31 mars 1841 à Montmartre et mort le 25 mars 1897 à Paris est un graveur et peintre français.
Il pratique la peinture de paysages et les vues de rivières.

## Biographie
Edmond Yon est le fils de Pierre Yon, né en 1805, propriétaire à Montmartre, et vivant rue Neuve-Pigalle. Il naît le 31 mars 1841 à Montmartre.
En 1858, il travaille en société avec Georges-Léon-Alfred Perrichon.
Il a collaboré au Magasin pittoresque, au Monde illustré, à L'Illustration, etc.
Il expose au Salon, section gravure (gravure sur bois, eau forte) et reçoit une médaille de 2e classe en 1872 puis de 3e classe en 1874, puis en peinture, où il reçoit une médaille de 3e classe en 1875 et de 2e classe en 1879. Il fait partie du jury de gravure de 1875 à 1879.
Il produit cinq gravures pour l'album L'Eau forte en… (1874-1881), publié chez Alfred Cadart.
Edmond Yon produit les illustrations d'après photographies de l'ouvrage de Paul Verne, intitulé Quarantième ascension française au mont Blanc (1874) paru au Musée des familles dans la série « Le Docteur Ox » de Jules Verne.
Il est nommé chevalier de la Légion d'honneur en 1886, parrainé par le peintre Jules Lefebvre.
Edmond Yon meurt le 25 mars 1897 à Paris et est inhumé au cimetière du Père-Lachaise (16e division),.
Parmi ses élèves figurent Georges Garen et Charles-Louis Houdard.

## Œuvres dans les collections publiques
- Brest, musée des Beaux-Arts[10] : 
  - Bords de l'Eure, huile sur toile, 82,1 × 57 cm ;
  - Les Chardons en graine, huile sur toile, 33,2 × 51,2 cm.
- Paris, musée Carnavalet :
  - La Rue Saint-Vincent à Montmartre, vers 1865, huile sur toile ;
  - Les Moulins de Montmartre ; versant nord, 1865, huile sur toile ;
  - Le Chevet de l'église Saint-Pierre-de-Montmartre, vers 1885, huile sur bois.

Œuvres d'Edmond Yon
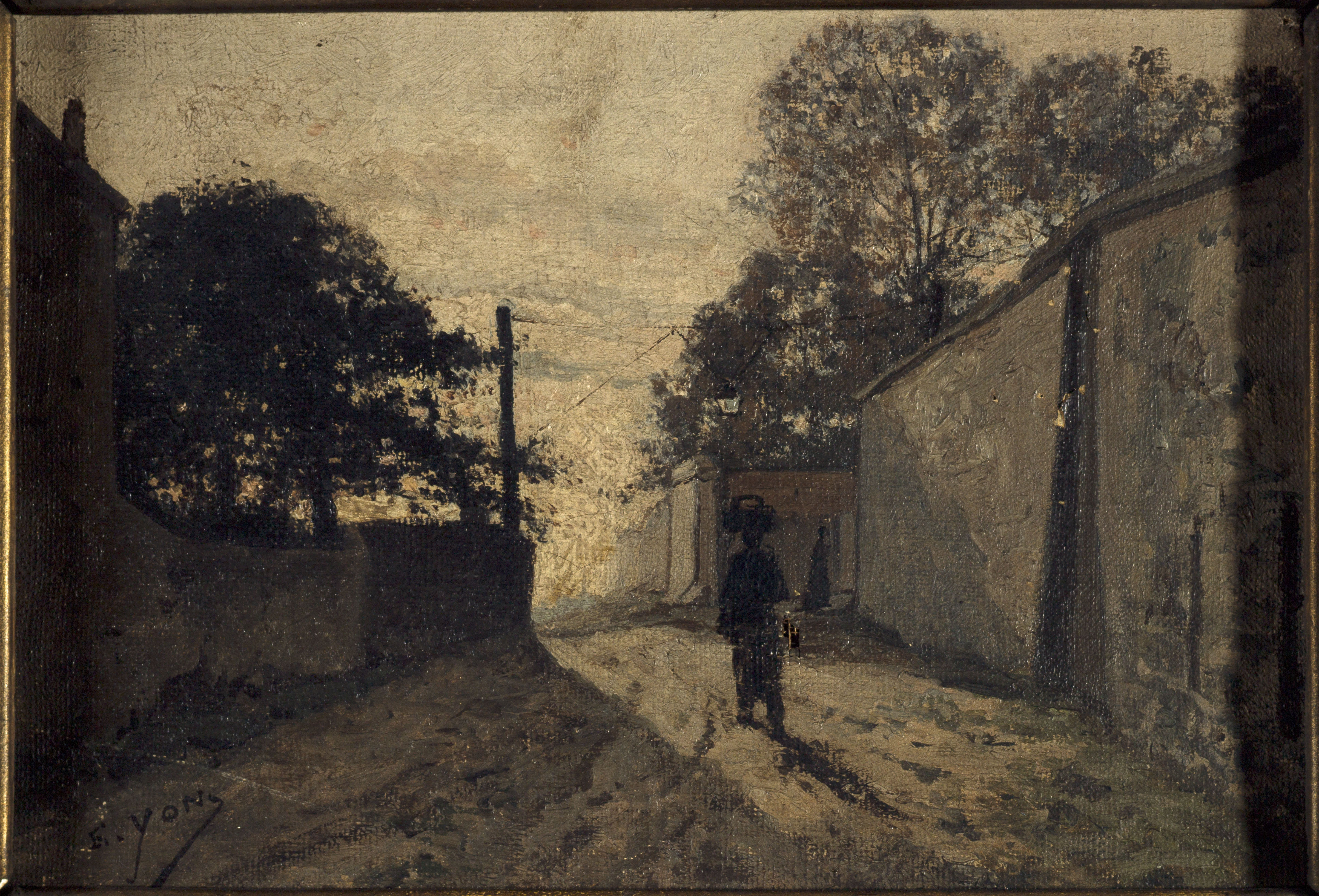
La Rue Saint-Vincent à Montmartre (vers 1865), Paris, musée Carnavalet.
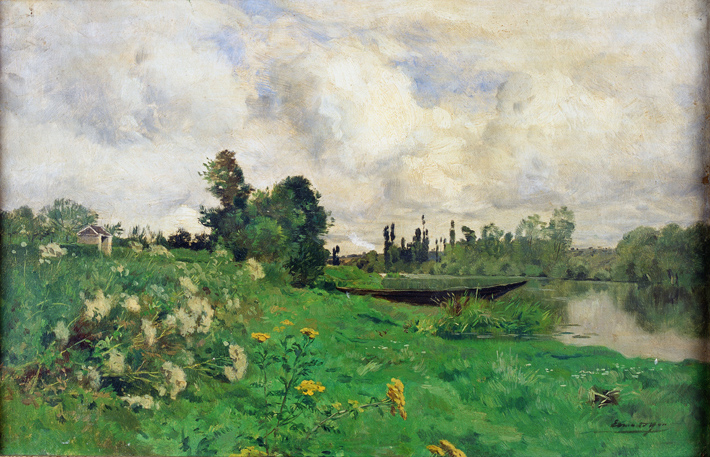
Les Chardons en graine, musée des Beaux-Arts de Brest.
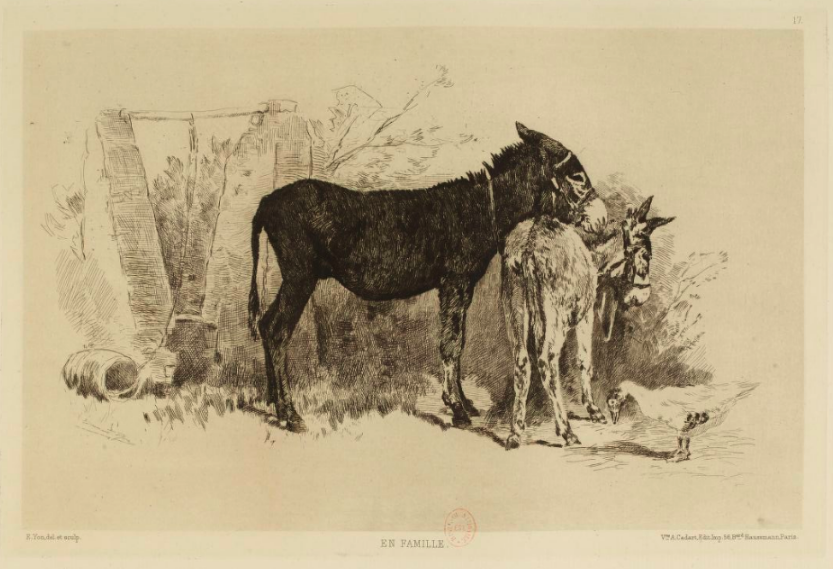
En Famille (1876), eau forte.